# Dorotheea Petre
Pour les articles homonymes, voir Petre.
Dorotheea Petre est une actrice roumaine née le 9 janvier 1981 à Eforie Nord et qui a reçu le Prix d'interprétation féminine (section Un Certain Regard) au Festival de Cannes 2006 pour son rôle dans le long métrage de Cătălin Mitulescu Comment j'ai fêté la fin du monde.